# Listă de filme despre Războiul Civil American
Aceasta este o listă de filme despre Războiul Civil American.

## Filme

### Înainte de 1920

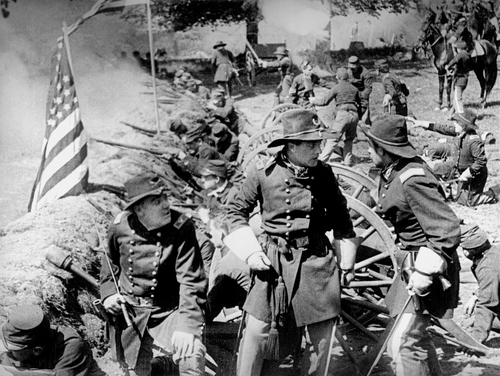
Imagine din The Battle (1911).

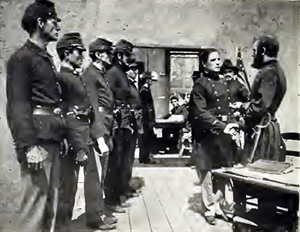
Imagine din Railroad Raiders of '62 (1911).

- The Guerrilla (1908), regia D. W. Griffith[1]
- The Fugitive (1910), regia D. W. Griffith
- The House with Closed Shutters (1910), regia D. W. Griffith[2]
- In the Border States (1910), regia D. W. Griffith
- The Battle (1911), regia D. W. Griffith
- His Trust Fulfilled (1911), regia D. W. Griffith
- Railroad Raiders of '62 (1911), regia D. W. Griffith
- Swords and Hearts (1911), regia D. W. Griffith[3]
- For Her Sake (1911)
- Curfew Shall Not Ring Tonight (1912)
- The Informer (1912)
- The Lie (1912)
- The Seventh Son (1912)
- The Battle of Gettysburg (1913)
- The Battle of Shiloh (1913)
- The Price of Victory (1913)
- The Seed of the Fathers (1913)
- Dan (1914), regia George Irving, John H. Pratt
- The Sleeping Sentinel (1914)
- The Birth of a Nation sau The Clansmen, (Nașterea unei națiuni, 1915),  regia D.W. Griffith
- The Warrens of Virginia (1915)
- Colonel Carter of Cartersville (1915)
- The Coward (1915)
- According to the Code (1916)
- Her Father's Son (1916)
- Naked Hearts (1916)
- The Sting of Victory (1916)
- The Blood of His Fathers (1917)
- The Field of Honor (1917)
- The Lincoln Cycle (1917)
- The Spreading Dawn (1917)
- Hearts of Love (1918)
- The Scarlet Drop (1918)
- The Son of Democracy (1918)
- Miss Dulcie from Dixie (1918)
- Hay Foot, Straw Foot (1919), regia Jerome Storm

### Anii 1920
- The Copperhead (1920)
- Grandma's Boy (1922)
- Barbara Frietchie (1924)

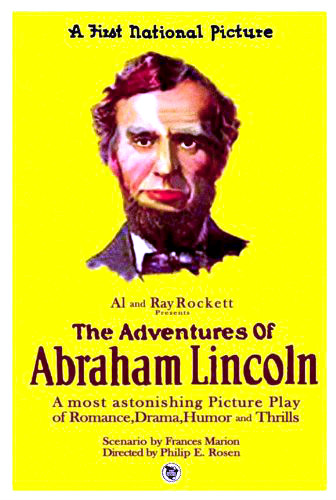
Afișul filmului Abraham Lincoln din 1924

- The Dramatic Life of Abraham Lincoln (Abraham Lincoln, 1924), regia Phil Rosen
- Hands Up! (1926)
- The General (Generalul, 1926), film de Buster Keaton despre Great Locomotive Chase (Raidul lui Andrews din 12 aprilie 1862) de William Pittenger
- Court Martial (1928)
- The Overland Telegraph (1929)

### Anii 1930
- Abraham Lincoln (1930), film biografic despre Abraham Lincoln
- Secret Service (1931)
- Little Women (Cele patru fiice ale doctorului March, 1933)
- Operator 13 (1934)
- So Red the Rose (1935)
- The Littlest Rebel (1935)
- Hearts in Bondage (1936)
- General Spanky (1936)
- The Old Maid (Fata bătrână, 1939)
- Gone with the Wind (Pe aripile vântului, 1939), probabil cel mai faimos film despre Războiul Civil

### Anii 1940
- The Man from Dakota (1940)
- Virginia City (1940), regia Michael Curtiz
- Dark Command (Poruncă întunecată, 1940)
- They Died With Their Boots On (Au căzut la datorie, 1941), film biografic despre  generalul George Custer
- Tennessee Johnson (1942), film biografic despre președintele Andrew Johnson
- The Adventures of Mark Twain (Aventurile lui Mark Twain, 1944), film biografic despre  Mark Twain
- Renegade Girl (1946)
- Silver River (1948), regia Raoul Walsh
- A Southern Yankee (1948), regia Edward Sedgwick
- Tap Roots (1948),[4] vag bazat pe viața și motivațiile lui Newton Knight (1837 – 1922)
- The Man from Colorado (Omul din Colorado, 1949)
- Little Women (Fiicele doctorului March, 1949)
- South of St. Louis (La sud de St. Louis, 1949)

### Anii 1950
- Two Flags West (1950)
- Rocky Mountain (1950)
- Drums in the Deep South (1951)
- The Last Outpost (1951)
- The Red Badge of Courage (1951)
- Springfield Rifle (1952)
- Escape from Fort Bravo (1953)
- The Raid (1954), vag bazat pe Raidul din Saint Albans din 19 octombrie 1864
- The Great Locomotive Chase (1956), bazat pe Great Locomotive Chase, raid militar care a avut loc 12 aprilie 1862
- Love Me Tender (1956)
- Friendly Persuasion (Pacifiștii, 1956)
- Revolt at Fort Laramie (Revoltă la Fort Laramie, 1957)
- Band of Angels (Îngeri în sclavie, 1957)
- Raintree County (În căutarea fericirii, 1957)
- The Horse Soldiers (Cavaleriștii, 1959), bazat pe Raidul lui Grierson (17 aprilie 1863) în timpul campaniei de la Vicksburg și Bătălia din stația Newton (24 aprilie 1863)

### Anii 1960
- Mysterious Island (Insula misterioasă, 1961)
- How the West Was Won (Cum a fost cucerit vestul, 1962)
- Advance to the Rear (Înaintați spre coadă, 1964)
- Major Dundee (Maiorul Dundee, 1965)
- Shenandoah (Departe de război!, 1965)
- Alvarez Kelly (1966)
- The Good, the Bad and the Ugly (Cel bun, cel rău, cel urât; Il buono, il brutto, il cattivo, 1966), western, regia Sergio Leone; cu Clint Eastwood, care implică o întâlnire atât cu forțele Uniunii, cât și cu cele Confederate
- A Time for Killing (Urmărire necruțătoare, 1967)
- Journey to Shiloh (Drumul spre Shiloh, 1968)

### Anii 1970
- Rio Lobo (1970)
- The Beguiled (1971)
- The Red Badge of Courage (TV) (1974)
- The Outlaw Josey Wales (Nelegiuitul Josey Wales, 1976), film de  Clint Eastwood despre războiul de gherilă din Missouri
- The Lincoln Conspiracy (1977)
- Love's Savage Fury (1979)

### Anii 1980 și anii 1990
- The Shadow Riders (1982) film TV, cu Tom Selleck și Sam Elliott
- Glory (1989), drama, cu Matthew Broderick și Denzel Washington, despre Regimentul afro-american 54th Massachusetts Volunteer Infantry
- Dances With Wolves (Cel care dansează cu lupii, 1990)
- Ironclads (Cuirasate, 1991), film TV dramatic despre navele de război CSS Virginia și USS Monitor, care s-au luptat în Bătălia de la Hampton Roads
- Sommersby (1993)
- Ghost Brigade (Brigada fantomă, 1993)
- Gettysburg (1993), film cu Tom Berenger și Jeff Daniels despre Bătălia de la Gettysburg
- Pharaoh's Army (Armata faraonului, 1995)
- Andersonville (TV) (1996)
- Amistad (1997), conține o scurtă prezentare a războiului la sfârșitul filmului
- The Hunley (TV) (1999), film despre submarinul confederat H. L. Hunley
- Ride with the Devil (1999), film de Ang Lee despre luptele de gherilă din Kansas și Missouri dintre jayhawkers și bushwhackers

### Anii 2000
- Wicked Spring (2002)
- Gangs of New York (Bandele din New York, 2002), dramă, cu Leonardo DiCaprio, despre Revoltele din New York din 11 – 16 iulie 1863
- Gods and Generals (Zei și generali, 2003), prequel al Gettysburg și descrie bătăliile de la First Bull Run, Fredericksburg și Chancellorsville
- Cold Mountain (Muntele Rece, 2003), drama, cu Jude Law și Nicole Kidman, care prezintă Bătălia Craterului și consecințele războiului
- C.S.A.: The Confederate States of America (2004), film de istorie alternativă, documentar fictiv (mockumentar) care speculează ce s-ar fi întâmplat dacă Sudul ar fi câștigat Războiul Civil
- Dead Birds (Zbor întunecat, 2004)
- The Colt (TV) (2005), drama, cu Ryan Merriman, care prezintă bătălia din sălbăticie
- Mysterious Island (TV) (Insula misterioasă, 2005)
- The Last Confederate: The Story of Robert Adams sau Strike the Tent (2007)
- Dog Jack (2009)

### Anii 2010
- The Conspirator (2010)
- Abraham Lincoln vs. Zombies (2012)
- Abraham Lincoln: Vampire Hunter (Abraham Lincoln: Vânător de Vampiri, 2012)
- Lincoln (2012), cu Daniel Day-Lewis, descrie ultimele luni de război
- Saving Lincoln (Salvându-l pe Lincoln, 2013), despre Ward Hill Lamon care era garda de corp a lui Lincoln
- Killing Lincoln (TV) (2013)
- Copperhead (2013) [5]
- Field of Lost Shoes (2014) [6]
- Army of Frankensteins (2014)
- The Keeping Room (2014)
- Free State of Jones (Prețul libertății, 2016)
- The Beguiled (2017), regia Sofia Coppola
- Little Women (Fiicele doctorului March, 2019)

## Seriale TV
- The Twilight Zone (Zona crepusculară, 1959–1964), a avut câteva episoade care s-au referit la Războiul Civil:
  - The Passersby (1961)
  - Still Valley (1961)
  - An Occurrence at Owl Creek Bridge (1964)
- The Americans (1961),  serial TV
- The Blue and the Gray (1982), miniserial, cu John Hammond, Stacy Keach, Lloyd Bridges și Gregory Peck ca președintele Abraham Lincoln
- North and South (Nord și Sud, 1985 – 1986/1994), miniserial, cu Patrick Swayze, James Read și Lesley-Anne Down
- The Rose and the Jackal (1990) Dramă de spionaj timpul Războiului Civil, cu Christopher Reeve în rolul lui Allan Pinkerton și Madolyn Smith în rolul lui Rose Greenhow
- True Blood (2008–2014), unul dintre principalii protagoniști ai serialului este vampirul Bill Compton, un fost soldat confederat și unele flashback-uri sunt plasate în mod special în timpul Războiului Civil.
- Hell on Wheels (2011–2016), protagonistul serialului  este un fost veteran soldat confederat.
- Copper (2012–2013) - descrie sabotajul în ziua alegerilor din New York City, din 1864
- Grant (2020), miniserial, descrie viața lui Ulysses Grant
- The Good Lord Bird (2020), miniserial, prezintă Radiul lui John Brown la Harpers Ferry (16 – 18 oct. 1859) la Arsenalul Federal din Harpers Ferry, Virginia, care a instigat evenimentele care au declansat Războiul Civil American.[7]

## Documentare
- The Battle of Gettysburg (1955)
- The Civil War de Ken Burns (prima dată transmis de PBS din 23 septembrie până joi, 27 septembrie 1990)
- The Great Battles of the Civil War (serial TV din 1994)
- Sherman's March (1986)
- Civil War Combat (serial TV  2000-2003)
- Gettysburg: 3 days of Destiny (2004)[8]
- 10 Days That Unexpectedly Changed Women (2006), TV, despre Bătălia de la Antietam
- Lincoln and Lee at Antietam: The Cost of Freedom (2006)[9]
- The End of the Civil War (2009,  History Channel): o colecție de patru filme produse și difuzate separat vândute ca un singur titlu: Sherman's March (2007), April 1865 (2003), The Hunt for John Wilkes Booth (2007) și Stealing Lincoln's Body (2009). Colecția este cunoscută și ca The Last Days of the Civil War (cu sensul de Ultimele zile ale războiului civil).
- Gettysburg (prima dată transmis de History in 2011)